# Słodna
Słodna (niem. Süsse Loch Berg, czes. Čertův vrch) – góra (790 m n.p.m.) w południowo-zachodniej Polsce i północnych Czechach, w Sudetach Środkowych, w Górach Kamiennych.

## Położenie
Wzniesienie położone na granicy państwowej polsko-czeskiej, na południe od miejscowości Łomnica, w Sudetach Środkowych, w Górach Kamiennych, w środkowo-północnej części pasma Gór Suchych (Javoří hory), na zachód od Przełęczy Trzy Koguty. Sam wierzchołek znajduje się po polskiej stronie granicy.
Jest to wzniesienie w kształcie stożka, o stromych zboczach, z niewyraźnie zaznaczonym wierzchołkiem położonym na polskiej stronie. Na północno-zachodnim zboczu na wysokości około 770 m n.p.m. charakterystyczne pojedyncze skałki.
Zbudowane ze skał wylewnych – melafirów (trachybazaltów), należących do północnego skrzydła niecki śródsudeckiej.
Wzniesienie w całości porośnięte lasem regla dolnego, który stanowi monokultura świerka.
Przez szczyt przechodzi południowo-zachodnia granica państwowa z Czechami. Poniżej granicy północne zbocze góry położone jest na obszarze Parku Krajobrazowego Sudetów Wałbrzyskich. Część południowa (czeska) znajduje się w Obszarze Chronionego Krajobrazu Broumovsko.

## Turystyka
Przez szczyt przechodzi szlak turystyczny:
- zielony – szlak graniczny prowadzący wzdłuż granicy z Tłumaczowa do Przełęczy Okraj.

Po czeskiej stronie w pobliżu szczytu przechodzi:
- niebieski – szlak prowadzący z Meziměstí do Broumova przez Ruprechticki Szpiczak.

Na północno-wschodnim zboczu powyżej wsi Łomnica narciarska trasa zjazdowa z wyciągiem narciarskim.